# سیرت ینیگیجه
سیرت ینیگیجه (به لاتین: Sırt Yenigicə) یک منطقه مسکونی در جمهوری آذربایجان است که در شهرستان قبله واقع شده است. سیرت ینیگیجه ۴۰۰ نفر جمعیت دارد.